# Agbor
Agbor é um reino no Delta (estado), Nigéria. Os indígenas da cidade Agbor são de origem Ika.

## História
A história de Agbor baseia-se na tradição oral. Embora, haja muitos relatos dessa história, o de Ogunagbon é o mais credível. Ele e seus seguidores vieram do antigo reino do Benim e se estabeleceram em Ominije (atual Agbor-Nta). Dizem que Ogunagbon e seus seguidores se mudaram para este novo assentamento como resultado de uma resolução de disputa entre dois príncipes. Este novo assentamento passou a ser conhecido como "Agbon".
Agbor como é chamado hoje é um resultado da anglicização do nome de Agbon. De acordo com uma conta, Early Agbor começou a evoluir em 8000 aC. Ominije foi o primeiro assentamento de Agbor fundado pelos habitantes originais. O antigo Ominije cobriu a área que é agora o quartel atual de Agbor-Nta, Oki, Ewuru, Aliagwu e Amalia-all em cidades nos dias de hoje Orhionwon Área de Governo Local do Estado de Edo.
O patriarca pioneiro dos primeiros habitantes nativos de Agbor (então Ominije) era um imigrante chamado Ogele. Sua esposa, Ika deu à luz quatro filhos: Eken, Orie, Afor e Nkwor. Ika acabou por ser o idioma do povo Agbor e os nomes dos quatro dias de mercado que formaram a semana nativa foram nomeados após seus quatro filhos.

## Vilas
- Ogbemudein
- Ihogbe
- Obielihe
- Ihaikpen
- Ogbeisore
- Ogbeisogban
- Agbamuse/Oruru
- Alifekede
- Omumu
- Alisor
- Alileha
- Alizomor
- Oza-nogogo

| - Alisimie - Ewuru - Idumu-Oza - Aliokpu - Aliagwai - Alihami - Agbor-nta - Alihagwu - Oki - Ekuku-Agbor - Emuhun - Boji-Boji Agbor |